# Lapptjärnen (Jörns socken, Västerbotten, 723831-170567)
Lapptjärnen är en sjö i Skellefteå kommun i Västerbotten och ingår i Kågeälvens huvudavrinningsområde.